# 高地優名
高地 優名（たかち ゆうな、1986年11月16日 - ）は日本のグラビアアイドル。兵庫県出身。
2009年3月末まで有限会社シャイニングウィルに所属していた。2009年4月に有限会社エクセルヒューマンエイジェンシーに移籍。

## 人物
血液型はB型。つい最近まで自分がAB型だったと思い込んでたというユニークなエピソードを持つ。書道は5段の腕前で反転文字がスラスラ書ける。姓名判断で占いができる。ピアノ歴は16年で絶対音感を持っており、幼稚園教諭二種免許も取得している。趣味は旅行とベリーダンスと料理。ミュージカル「キレイナモノサガシ」では、趣味のベリーダンスを披露している。

## 主な出演歴

### テレビ
- 「神さまぁ〜ず」（TBS）
- 「『ぷっ』すま」2008年7月15日（テレビ朝日）“あの娘が水着に着替えたら”の企画に出演
- 「アイドル事務所対抗」（エンタ!371）
- 「うめだメッセ」（ABC）
- 「アンガールズin大阪」（関西ローカル）
- 「全力洗車」（クロマニヨンTV）
- 「グラドルアスリート」（エンタ!371）
- 「コスっちゃお」（エンタ!371）
- 「AKIBAッテキ」（エンタ!371）
- 「ガールズトレイン」（あっ!とおどろく放送局）

### 舞台
- 「キレイナモノサガシ（ミュージカル）」（進化する究極プロジェクト）- 2009年4月

### DVD
- R-18（エアーコントロール）-2007年
- プチ・ディーバ（心交社）-2009年
- オムニバスDVD「女だらけの水泳大会」

### 雑誌・写真集
- 「週刊大衆（扶桑社）」
- 「臨時増刊大衆（扶桑社）」
- 「@失礼します（日刊ゲンダイ）」

### イベント
- 大阪オートメッセ